# Hippelates stigmaticus
Hippelates stigmaticus är en tvåvingeart som först beskrevs av Oswald Duda 1930.  Hippelates stigmaticus ingår i släktet Hippelates och familjen fritflugor. Inga underarter finns listade i Catalogue of Life.